# Neale Donald Walsch

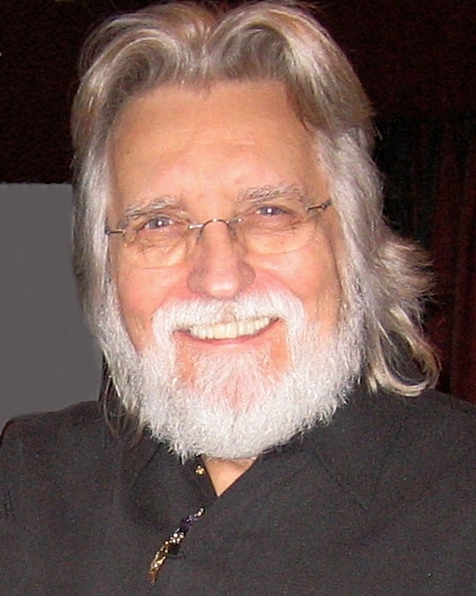
Neale Donald Walsch

Neale Donald Walsch (Milwaukee, 10 september 1943) is een Amerikaans schrijver van spirituele boeken wiens werk ook in het Nederlandse taalgebied succes kent. Hij bestudeerde onder meer de Bijbel, de Rig-Veda en de Upanishads. Het bekendst is hij van de reeks boeken Gesprekken met God.

## Godsbeeld
De gesprekken met god zijn geformuleerd alsof God rechtstreeks met Walsch spreekt en pleit voor een moderne, persoonlijke en zelfs rechtstreekse relatie met Hem/Haar. Zijn godsbeeld is erg verschillend van dat van het jodendom, het christendom of de islam. Het is God die onvoorwaardelijk liefheeft, geen gebiedende, straffende of wrekende God. Dat is volgens Walsch het beeld van de machthebbers, de beheersing-van-bovenaf-structuren, de georganiseerde religies die een moraal of een wet willen opleggen, en die willen dat de mensen aan hen gebonden blijven; voor hen werken, lijden, vechten, bommen leggen. In het boek De God van morgen stelt Walsch dat religie en spiritualiteit steeds meer in elkaar opgaan. Het is daarentegen een God die niets verlangt van de mensen: het kernhoofdstuk in het boek Wat God wil bestaat veelbetekenend uit vijf lege pagina's. "Zelfs Hitler gaat naar de hemel", provoceert hij ergens anders. De menselijke vrije wil is écht vrij, niet zomaar de vrijheid om de geboden na te leven, op straffe van eeuwige verdoemenis, als je ze veronachtzaamt.
Wat volgens Walsch God dan wel is, legt hij uit in de eerste boeken. God is "Alles": De Schepper én het Geschapene; "Alles Wat Is", én "Alles Wat Niet Is". God is geen man of geen vrouw, of beide. Walsch' visie toont sterke overeenkomsten met elementen uit de oude en nieuwe spiritualiteit en gnostiek, waarin het "Wij Zijn Allen Eén" wereldbeeld centraal staat. Hij formuleert ook liberale standpunten over ethische kwesties, een "authentieke" moraal zonder angst of schuld, zonder gezag af te staan aan enig instituut of autoriteit. Volgens hem creëer je zélf je eigen realiteit zodat je de oorzaak van alles wat je overkomt niet buiten jezelf kunt vinden. Hierin vertoont zijn werk veel overeenkomsten met dat van Deepak Chopra, Steve Rother, Louise Hay en Mike Dooley.

## Reacties
Vele lezers van zijn werk stellen dat zijn werk hun leven in positieve zin veranderd heeft. Commentatoren klasseren Walsch' theorieën als pantheïsme, panentheïsme, New Age, naïef anarchisme of zelfs als verborgen atheïsme of verkapt satanisme: ook Satan zei tegen Adam en Eva dat ze als God waren en niet naar de regels moesten leven. Walsch stelt dat duivel in het algemeen gelijkstaat met het menselijke ego, en derhalve een menselijke uitvinding is.
In hoofdstuk 19 van het boek 'Vriendschap met God' uit Neale Donald Walsch zijn kritiek op de New-Age theologie. In dit hoofdstuk openbaart Neale Donald Walsch de kerngedachte van het nieuwe evangelie: “wij zijn allen één”, met de kernconcepten eerlijkheid, bewustzijn en verantwoordelijkheid.

## Film
In november 2006 is "CwG The movie" uitgebracht, een langspeelfilm over het leven van Neale Donald Walsch.

### Nederlandse vertalingen
- Een ongewoon gesprek met God (boek 1), Kosmosuitgevers, Utrecht, ISBN 9789021593814
- Een nieuw gesprek met God (Boek 2), Kosmosuitgevers, Utrecht, ISBN 9789021594781
- Derde gesprek met God (Boek 3), Kosmosuitgevers, Utrecht, ISBN 9789021586625
- Vriendschap met God, Kosmosuitgevers, Utrecht, ISBN 9789021585499
- Eén met God, Kosmosuitgevers, Utrecht, ISBN 9789021596365
- Ontmoetingen met God, Kosmosuitgevers, Utrecht, ISBN 9789021539928
- De nieuwe openbaringen, Kosmosuitgevers, Utrecht, ISBN 9789021535067
- Een ongewoon gesprek van God met jou, Kosmosuitgevers, Utrecht, ISBN 9789021535890
- De God van morgen, Kosmosuitgevers, Utrecht, ISBN 9789021542744
- Wat God wil, Kosmosuitgevers, Utrecht, ISBN 9789021583815
- Thuis bij God, Kosmosuitgevers, Utrecht, ISBN 9789021582641
- De gesprekken met God, Kosmosuitgevers, Utrecht, ISBN 9789021505824
- Gedachten uit de gesprekken met God, Kosmosuitgevers, Utrecht, ISBN 9789021583662
- Als alles verandert, verander dan alles, Paradigma, Amsterdam, ISBN 978-90-499-6025-4
- Lichtdragers, Zwerk uitgevers, MS 't Goy-Houten, ISBN 9789077478141
- Jij !, Over je Zelf vinden, Zwerk Uitgevers, MS 't Goy-Houten, ISBN 9789077478165
- Over rijkdom & bezit, Naar een spirituele levenshouding, Kosmos-Z&K Uitgevers, Utrecht/Antwerpen, ISBN 90-215-8740-8
- Het enige wat er toe doet, ISBN 9789000323814, Gesprekken met de mensheid. Redactie: Sylvia Wevers.

```
   Vertaald door: Sandra van Oudenaarden.
```

### Engelse titels
- Conversations with God: an uncommon dialogue (1995)
- Conversations with God: an uncommon dialogue Book 2 (1997)
- Meditations from Conversations with God Book 2 A personal journal (1997)
- Conversations with God: an uncommon dialogue Book 3 (1998)
- The Little Soul and the Sun: A Children's Parable Adapted from Conversations With God (1998)
- Questions and Answers on Conversations With God (1999)
- Applications for (Holistic)Living (1999)
- Friendship with God (1999)
- Communion with God (2000)
- The Wedding Vows from Conversations With God (2000)
- ReCreating Your Self (1995)
- Signals: An Inspiring Story of Life After Life (2001)
- Moments of Grace (2001)
- The New Revelations (2002)
- Tomorrow's God (2004)
- What God wants (2005)
- The Little Soul And The Earth : (2005, een kinderparabel uit Conversations With God, met Frank Riccio)
- Home with God (2006)
- Bringers Of The Light (2007)
- Happier than God (2008)
- The Storm Before the Calm (Book 1 in the Conversations with Humanity Series) (2011)
- The Only Thing That Matters (Book 2 in the Conversations with Humanity Series) (2012)
- What God Said (October 2013)
- GOD'S MESSAGE TO THE WORLD: You've Got Me All Wrong (2014)
- Conversations with God for Parents (2015)
- Conversations with God Book 4 Awaken the species (2017)
- The Essential Path (2019)